# شمعون بن جمالائيل
شمعون بن جمليئيل الأول (العبرية: שמעון בן גמליאל)  (10 قبل الميلاد - 70 م) كان حكيم وزعيم للشعب اليهودي. كان رئيسًا للسنهدرين في القدس أثناء اندلاع الحرب اليهودية الرومانية الأولى، وخلف والده في نفس المنصب بعد وفاة والده في عام 50 م وقبل تدمير الهيكل الثاني مباشرة.

## حياته
وُلِد الحاخام شمعون بن جمليل في القدس خلال فترة الهيكل الثاني. أصبح ناسيًا قبل تدمير الهيكل الثاني بحوالي 18 عامًا وكان آخر ناسي خلال عصر الهيكل.
في عهده كان السنهدرين موجودًا في القدس، ولكن ليس في مكانه التقليدي، وهو حجرة الحجر المنحوت، بل في المنفى الأول للسنهدرين - في جبل الهيكل، حيث انتقل السنهدرين في أيام والده.
خلال فترة رئاسته، حدثت الثورة الكبرى ضد الرومان. وكان الحاخام شمعون بن جمليئيل جزءاً من المعسكر المعتدل، إلى جانب الحاخام يوحنان بن زكاي ، وكان قريباً من الحكومة الثورية المعتدلة التي تأسست في بداية الثورة. وبحسب يوسيفوس، فإن شمعون دعم الثورة، على الرغم من كونه في المعسكر المعتدل.
 

## إعدامه
وبحسب التقاليد، تنبأ شموئيل هاكاتان بموت الحاخام شمعون بن جمليئيل في وقت وفاته.
وفي شرح راشي، يشير إلى مقتل الحاخام شمعون بن جمليئيل والحاخام إسماعيل بن إليشع الكاهن الأعظم بالسيف، وإعدام زملائهم الحاخامين بأساليب أخرى، والكوارث العظيمة التي حلت بالشعب اليهودي.
يُعدّ ربان شمعون من بين الشهداء العشرة الذين أعدمهم الرومان. وبحسب التقاليد، فقد أُعدم مع الحاخام إسماعيل بن إليشع في الخامس والعشرين من شهر سيوان، كما هو مسجل في أربعة طوريم.
يقترح الحاخام أهارون هيمان أن الحاخام شمعون ربما أعدم على يد الغيورين بسبب معارضته لأساليبهم المتطرفة، على الرغم من أن هذا الرأي يفتقر إلى الدعم المباشر من المصادر الحاخامية.

## مقبرته
يعتقد أن قبره في كفر كنا في الجليل. خلال هبة أكتوبر 2000، أشعل مثيرو البعض النار في القبر.